# Corey Allen (regista)
Corey Allen, pseudonimo di Alan Cohen (Cleveland, 29 giugno 1934 – Los Angeles, 27 giugno 2010), è stato un regista, attore e scrittore statunitense.

## Biografia
Ha iniziato la sua carriera come attore ma alla fine è divenuto un regista televisivo. È meglio conosciuto come il personaggio Buzz Gunderson nel film di Nicholas Ray dal titolo Gioventù bruciata del 1955 in cui recitò anche James Dean.

## Filmografia parziale

### Regista
- Ai confini dell'Arizona (The High Chaparral) – serie TV, episodio 4x07 (1970)
- Mannix – serie TV, episodi 3x10-4x03 (1969-1970)
- The New People – serie TV, episodi 1x04-1x14-1x16 (1969-1970)
- Dove vai Bronson? (Then Came Bronson) – serie TV, episodio 1x22 (1970)
- Ironside – serie TV, episodi 4x09-5x16 (1970-1971)
- See the Man Run – film TV (1971)
- Le avventure erotiche di Pinocchio (Pinocchio) (1971)
- Cry Rape – film TV (1973)
- Sulle strade della california (Police Story) – serie TV, episodi 4x01-4x12-5x07 (1973)
- Barnaby Jones – serie TV, episodi 2x14-3x07-3x17 (1973)
- Hawaii squadra cinque zero (Hawaii Five-O) – serie TV, episodi 5x14-6x07 (1973)
- Le strade di San Francisco (The Streets of San Francisco) – serie TV, episodio 3x09-3x14 (1974)
- Cannon – serie TV, episodio 4x07 (1974)
- Bronk – serie TV (1975)
- Kate McShane – serie TV (1975)
- La famiglia Holvak (The Family Holvak) – serie TV (1975)
- Quincy (Quincy M.E.) – serie TV, 4 episodi (1976)
- Executive Suite – serie TV (1976)
- Inferno in Florida (Thunder and Lightning) (1977)
- Yesterday's Child – film TV (1977)
- Valanga (Avalanche) (1978)
- Pepper Anderson agente speciale (Police Woman) – serie TV, 5 episodi (1976-1978)
- Lou Grant – serie TV, episodio 2x04 (1978)
- Agenzia Rockford (The Rockford Files) – serie TV, episodi 5x08-5x17-6x09 (1978-1979)
- Trapper John (Trapper John, M.D.) – serie TV, episodio 1x05 (1979)
- Stone – film TV (1979)
- The Man in the Santa Claus Suit – film TV (1979)
- The Return of Frank Cannon – film TV (1980)
- Stone – serie TV, episodi 1x02-1x05 (1980)
- Simon & Simon – serie TV, episodi 1x01-2x13-2x14 (1981-1983)
- McClain's Law – serie TV, episodi 1x12-1x16 (1982)
- Gavilan – serie TV (1982)
- Tucker's Witch – serie TV (1982)
- Matt Houston – serie TV, episodi 1x07-1x22 (1982-1983)
- Il principe delle stelle (The Powers of Matthew Star) – serie TV, episodio 1x14 (1983)
- Capitol – serie TV (1982)
- Top secret (Scarecrow and Mrs. King) – serie TV, episodio 1x06 (1983)
- I ragazzi del computer (Whiz Kids) – serie TV, episodi 1x01-1x02-1x03 (1983)
- La signora in giallo (Murder, She Wrote) – serie TV, episodio 1x01-1x02 (1984)
- Jessie – serie TV (1984)
- Hunter
- The Paper Chase – serie TV, 5 episodi (1983-1984)
- Hill Street Blues serie TV, episodi 1x15-4x07-4x20 (1981-1984)
- Legmen – serie TV (1984)
- Beverly Hills Cowgirl Blues – film TV (1985)
- Brass – film TV (1985)
- Code Name: Foxfire – serie TV, episodio 1x01 (1985)
- Dimensione Alfa (Otherworld – serie TV, episodio 1x07 (1985)
- I-Man – film TV (1986)
- J.J. Starbuck – serie TV (1987)
- Destination America – film TV (1987)
- The Last Fling – film TV (1987)
- Magnum, P.I. (Magnum, P.I.) – serie TV, episodio 8x02 (1987)
- Supercarrier – serie TV (1988)
- La vera storia di Ann Jillian (The Ann Jillian Story) – film TV (1988)
- Crimini misteriosi (Unsub) – serie TV (1989)
- Lassie (The New Lassie) – serie TV (1989)
- FBI: The Untold Stories – serie TV (1991)
- Moment of Truth: Stalking Back – film TV (1993)
- Cosby indaga (The Cosby Mysteries) – serie TV, episodi 1x06-1x08 (1994)
- Star Trek: Deep Space Nine – serie TV, 4 episodi (1993-1994)
- Star Trek: The Next Generation – serie TV, 5 episodi (1987-1994)
- The Search – film TV (1994)
- Men Who Hate Women & the Women Who Love Them – film TV (1994)

### Attore
- Il mostro delle nebbie (The Mad Magician), regia di John Brahm (1954)
- A Time Out of War, regia di Denis Sanders – cortometraggio (1954)
- La morte corre sul fiume (The Night of the Hunter), regia di Charles Laughton (1955)
- Alfred Hitchcock presenta (Alfred Hitchcock Presents) – serie TV, episodio 2x10 (1956)
- Gioventù bruciata (Rebel Without a Cause), regia di Nicholas Ray (1955)
- Commandos (Darby's Rangers), regia di William A. Wellman (1958)
- Giovani gangsters (Juvenile Jungle), regia di William Witney (1958)
- Il dominatore di Chicago (Party Girl), regia di Nicholas Ray (1958)
- Sessualità (The Chapman Report), regia di George Cukor (1962)
- La dolce ala della giovinezza (Sweet Bird of Youth), regia di Richard Brooks (1962)

## Doppiatori italiani
- Cesare Barbetti in Giovani gangsters, Il dominatore di Chicago, La dolce ala della giovinezza
- Pino Locchi in Gioventù bruciata

## Premi e riconoscimenti
Emmy Awards per: 
- Migliore regia in una serie drammatica per Hill Street Blues (1981)
- Premiato per il Film per la TV: The Ann Jillian Story (1988)